# Roßdorf (Hessen)
Roßdorf település Németországban, Hessen tartományban. Lakosainak száma 13 025 fő (2023. december 31.). Roßdorf Groß-Zimmern, Reinheim, Ober-Ramstadt és Darmstadt községekkel határos.

## Népesség
A település népességének változása:
| Lakosok száma | 12 410 | 12 612 | 12 755 | 12 898 | 13 025 |
|               | 2017   | 2019   | 2021   | 2022   | 2023   |